# Clive Caldwell
Clive Robertson Caldwell (Lewisham, 28 juli 1910 – Sydney, 5 augustus 1994) was een Australische piloot die in de Tweede Wereldoorlog bij de Royal Australian Airforce diende. Hij ging de strijd aan tegen zowel Duitse als Japanse vliegtuigen en dit boven vier continenten.
Caldwell schoot van april 1940 tot december 1941 in Europa en Noord-Afrika veertien Duitse en Italiaanse vliegtuigen neer. Daarna vertrok hij naar Australië en Azië waar hij nog eens negentien toestellen van de Japanse luchtmacht neerhaalde. Met in totaal 33 overwinningen is hij de meest succesvolle Australische gevechtspiloot uit de Tweede Wereldoorlog. De bijnaam van Caldwell was de Stuka Killer omdat een groot deel van z'n slachtoffers Stuka-duikbommenwerpers waren.

## Wat voorafging
Na een aantal jaren op een boerderij te hebben gewerkt, wilde Caldwell gevechtspiloot worden. Toen de Tweede Wereldoorlog uitbrak meldde hij zich als vrijwilliger bij de Royal Australian Airforce. Hij was toen al 30 jaar; veel te oud om nog jachtpiloot te worden. Om toch toegelaten te worden vervalste Caldwell zijn geboortebewijs en zijn paspoort.
In februari 1940 behaalde hij zijn vliegbrevet. Hij werd overgeplaatst naar Groot-Brittannië om daar met een Spitfire te gaan vliegen en werd in april 1940 gestationeerd op Duxford Airfield. Drie maanden later barstte de Slag om Engeland in alle hevigheid los.

## De Slag om Engeland
Tijdens de Slag om Engeland moest Caldwell verkenningsvluchten maken langs de Engelse kustlijn. Opmerkelijk is dat hij hierbij weinig in actie is gekomen; in een periode van vijf maanden slechts een keer. In oktober zag hij een Dornier Do-17 bommenwerper boven Dover vliegen. Caldwell wist het toestel door middel van enkele vuurstoten neer te halen. Het was zijn eerste overwinning. Kort daarna was de Battle of Britain definitief door Duitsland verloren.

## Boven Afrika
Toen Duitsland inzag dat het Verenigd Koninkrijk niet zomaar kon worden veroverd besloot het met behulp van Italië Noord-Afrika te veroveren. Egypte, Libië en Tunesië waren Britse koloniën. Door deze koloniën te veroveren hoopte Duitsland de olie-import van het Verenigd Koninkrijk lam te leggen en controle krijgen over het Middellandse Zeegebied.
Caldwell werd in maart 1941 overgeplaatst naar Noord-Afrika en kreeg de beschikking over een nieuw toestel: de Curtiss P-40 Kittyhawk. Hij werd benoemd tot luitenant en kreeg de leiding over een squadron van dertig P-40's. Het volledige eenheid bestond uit Poolse piloten die zich als vrijwilliger bij de Britse luchtmacht hadden aangemeld om tegen de Duitsers te vechten.
Met dit squadron moest hij de geallieerde grondtroepen luchtsteun geven, terwijl die op de grond vochten tegen de Duitse en Italiaanse legers. Al snel werd Caldwell een expert in het neerhalen van de Junkers Ju 87 ("Stuka") duikbommenwerpers die de geallieerde grondtroepen bestookten. Binnen slechts enkele maanden tijd had Caldwell negen Stuka's neergehaald. Ook vernietigde hij vier Italiaanse Fiat-jagers. Caldwell nam ook met succes deel aan de veldslagen bij Tobroek en El Alamein. Hierbij maakte hij verkenningsvluchten en beschoot hij met zijn P-40 Duitse tanks en andere grondvoertuigen. Als dank voor zijn bijdrage aan deze gevechten werd hij onderscheiden met het Military Cross.

## Boven Azië
In december 1941 was het Duitse woestijnleger bijna geheel verslagen en Noord-Afrika voor het grootste deel bevrijd. Terwijl het gevaar in Afrika was geweken was er aan de andere kant van de wereld een nieuwe front ontstaan: de Japanse luchtmacht had de Amerikaanse marinebasis Pearl Harbor gebombardeerd. Japan stond op het punt om heel Azië te veroveren en Caldwell werd overgeplaatst naar Australië om deze Britse kolonie te verdedigen tegen een mogelijke invasie.
De eerste 7 maanden van zijn verblijf was er geen directe oorlog en is Caldwell niet in actie gekomen. In juni 1942 maakte hij vanuit Australië verkenningsvluchten boven de Indonesische archipel, op zoek naar Japanse scheepsbewegingen die een invasie zouden kunnen voorbereiden. Caldwell bracht talloze vijandige troepenbewegingen in kaart, waarmee hij een bijdrage leverde aan het voorkomen van een invasie van Australië door Japan.
Het bezette Nederlands-Indië was met zijn uitgestrekte wateren en vele bewoonde en onbewoonde eilanden een lastig te controleren gebied. Op 28 augustus behaalde Caldwell er zijn eerste overwinning op een Japans Tony-gevechtsvliegtuig. In de loop van de oorlog zou hij boven Nederlands-Indië nog eens 18 vliegtuigen neerschieten: het merendeel waren Zero- en Tony-jagers.
In januari 1945 vielen Amerikaanse troepen vanuit Australië Nederlands-Indië binnen. Caldwell ondersteunde vanaf een basis op het al bevrijde eiland Java de Amerikaanse troepen bij hun opmars door Zuidoost-Azië. Hij moest onder meer met zijn vliegtuig Japanse soldaten beschieten die vochten tegen de Amerikaanse troepen. Caldwell voelde er niets voor om vanuit de lucht infanteristen te doden, daarom hij weigerde dit bevel. Samen met een groep oudere gevechtspiloten leidde hij een grote staking van Australische gevechtspiloten, de Morotaimuiterij. De Australische luchtmacht was niet gediend van dit protest en Caldwell werd op staande voet ontslagen. Enkele maanden later was de oorlog afgelopen.

## Na de oorlog
Na de oorlog begon Caldwell een carrière als kledingimporteur in Sydney. Hij slaagde erin een grote succesvolle kledinghandel op te bouwen. Hij stierf in 1994 een natuurlijke dood.

## Onderscheidingen
- Distinguished Flying Cross (DFC) op 26 december 1941[1]
  - Gesp op 26 december 1941[1]
- Orde van Voorname Dienst (Verenigd Koninkrijk) (DSO) op 14 oktober 1943[1][2]
- Pacific Star[1]
- Africa Star[1]
  - Gesp "North Africa 1942–43"
- Air Crew Europe Star
- Defence Medal 1939-1945[1]
- War Medal 1939-1945[1]
- Service Medal 1939-1945[1]
- Oorlogskruis 1944 (Polen) op 2 augustus 1942[3]

## Boek
- (en)  Alexander, Kirsten. Clive Caldwell, Air Ace. Allen & Unwin. 2006, ISBN 978-1741156850.

- Australian Dictionary of Biography: caldwell-clive-robertson-27649
- International Standard Name Identifier: 0000 0000 6400 5178
- Library of Congress Control Number: nb2007003011
- Bibliotheek van het Japanse parlement: 01239145
- Nationale bibliotheek van Australië: 36582166
- Trove: 1305096
- Virtual International Authority File: 41365045
- WorldCat: E39PBJk8YyXYDMpRMjYh4JBXVC